# Eccéité
L'eccéité (ou encore hæccéité, heccéité) est l'ensemble des caractéristiques, matérielles ou immatérielles, qui fait qu'une chose est une chose particulière. Il s'agit de son essence particulière qui permet de la distinguer de toutes les autres. Par extension, on peut traduire ce terme par individualité.

## Eccéité et quiddité
L'eccéité est parfois considérée comme synonyme de quiddité, mais une différence subtile existe. La quiddité porte sur l'essence commune à un groupe, et qui est classiquement exprimable par une définition (« un banc est un artefact pour s'asseoir »). L'eccéité est quant à elle insaisissable par une définition et suppose un principe d'individuation difficile à cerner (« ce banc est celui sur lequel nous nous sommes embrassés »). [réf. nécessaire]

## Origine et  évolution
Ce terme (du latin scolastique ecceitas, dérivé de l'adverbe latin ecce : voici, voilà, signifie littéralement la « ceci-ité » ou « thisness » en anglais) provient de la philosophie scolastique. Jean Duns Scot est le philosophe qui a le plus développé cette notion.
Le terme a été repris au XXe siècle par diverses traditions, comme l'existentialisme et l'épistémologie (Gilbert Simondon), en référence au Dasein allemand de Heidegger. Dans cette perspective, l'eccéité se rapproche alors éventuellement du sens suivant : être-là (dans le monde). Gilles Deleuze et Félix Guattari, dans Mille Plateaux, p. 318, remarquent : « Il arrive qu'on écrive « eccéité »,  en dérivant le mot de ecce, voici. C'est une erreur, puisque Duns Scot crée le mot et le concept à partir de haec, « cette chose ». Mais c'est une erreur féconde, parce qu'elle suggère un mode d'individuation qui ne se confond précisément pas avec celui d'une chose ou d'un sujet. » La tradition analytique s'y intéresse aussi, et le définit par le processus d'émergence progressive de l'individu par l'individuation,.